# 父貓

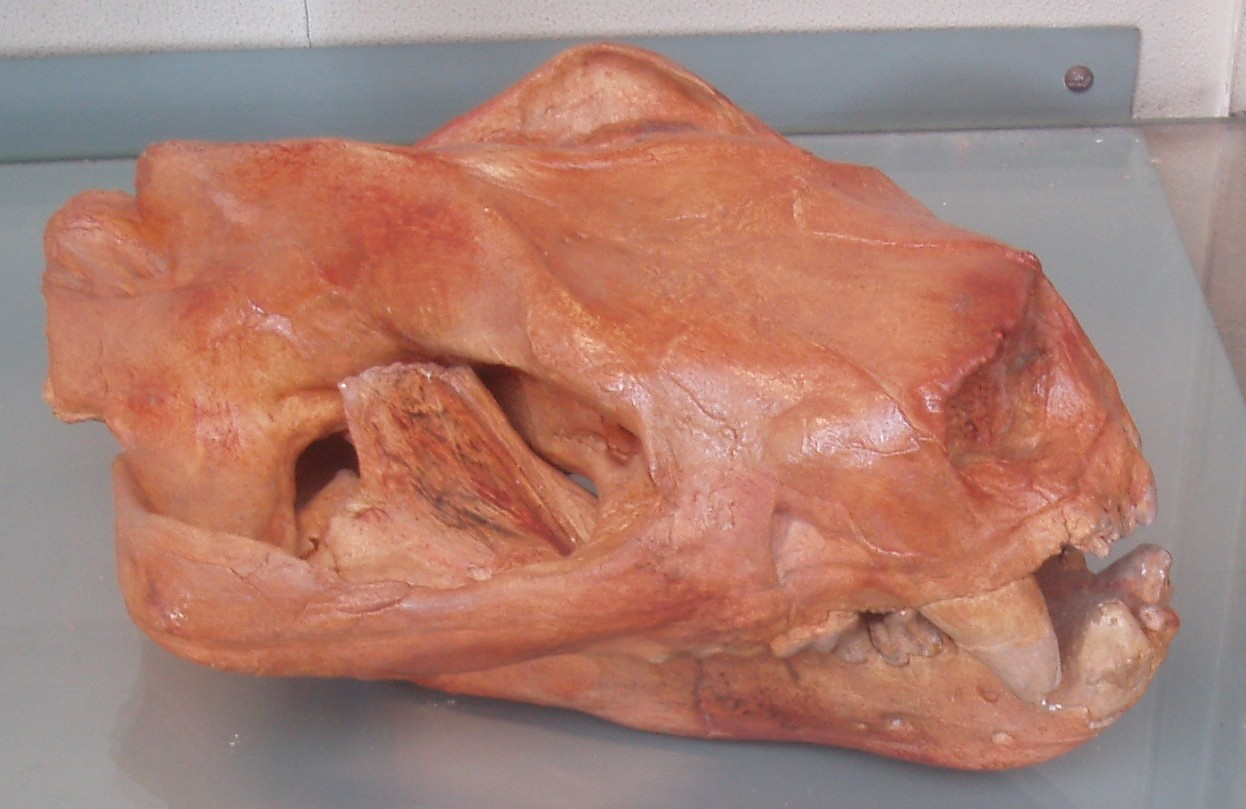
父貓Patriofelis ulta的頭顱骨。

父貓屬是大型像貓科的肉齒目牛鬣獸科動物，生存於4,500萬年前始新世中期的北美洲。
父貓體長（不包尾巴）約 1.2至1.8（3.9至5.9英尺），體重接近 40–90 公斤，與現今的美洲獅相約。牠的腳短而腳掌闊大，顯示牠並非奔跑的能手，但卻善於游泳。由於其近親牛鬣獸是攀樹的能手，故估計牠亦能攀樹。牠們的化石是在美國俄勒岡州的約翰時代化石床國家紀念碑發現。